# Octopoma tetrasepalum
Octopoma tetrasepalum är en isörtsväxtart som först beskrevs av L. Bol., och fick sitt nu gällande namn av H.E.K. Hartmann. Octopoma tetrasepalum ingår i släktet Octopoma och familjen isörtsväxter. Inga underarter finns listade i Catalogue of Life.